# Jacques-Fortunat Savoye-Rollin
Le baron Jacques-Fortunat Savoye-Rollin (18 décembre 1754 à Grenoble - 1er août 1823 à Paris) est un homme politique français.

## Biographie
Appartenant à une ancienne famille de parlementaires, il est le fils de Jean Baptiste Savoye, avocat au parlement du Dauphiné et lieutenant général de police à Grenoble. Il épouse Joséphine Perier, fille de Claude Perier. Jacques-Fortunat Savoye-Rollin suit la carrière familiale dans la magistrature et est avocat général au parlement de Grenoble de 1780 à 1790.
Il se rallie aux idées modérées de la Révolution, vit à l'écart des fonctions publiques pendant la période révolutionnaire et est nommé, au 18 Brumaire, membre du Tribunat le 4 nivôse an VIII, qu'il préside du 22 février au 22 mars 1801. 
Le 11 floréal an XII (1er mai 1804), il parle en faveur d'une monarchie héréditaire et représentative, et appuie l'établissement de l'Empire. 
Conseiller d'État et préfet de l'Eure de 1800 à 1806, il est préfet à Rouen entre 1806 et 1812. Son intervention auprès du ministre de l'intérieur et de l'industrie, Jean-Baptiste Nompère de Champagny, permet de relancer l'industrie horlogère de Saint-Nicolas-d'Aliermont. Son nom revient dans les dossiers de chasse aux Chouans, tels celui qui valut à la marquise de Combray son arrestation. Sa fonction fait de lui le président de l'Académie de Rouen. Il est créé baron d'Empire le 12 avril 1809 et officier de la Légion d'honneur en 1811. Destitué, il est reconnu innocent des faits qui lui sont reprochés par la cour impériale de Paris et reçoit, en compensation de sa disgrâce, la préfecture des Deux-Nèthes le 12 mars 1813. Il est appelé sous les Cent-Jours à la préfecture de la Côte-d'Or (6 avril 1815), nomination qu'il refuse. 
Louis XVIII le nomme président du collège électoral de l'Isère, et, le 22 août 1815, il est élu député du grand collège de l'Isère. Il opine avec la minorité constitutionnelle et obtient successivement sa réélection les 4 octobre 1816 et 11 septembre 1819.  
Il est inhumé au cimetière du Père-Lachaise (39e division),.

## Distinctions
- Officier de la Légion d'honneur (30 juin 1811). Nommé chevalier en 1804.

## Archives
Il existe aux archives de la Bibliothèque municipale de Grenoble tout un échange de courriers signés Savoy de Rollin avec Jean-Joseph Mounier, président de l'Assemblée nationale en 1789-1791. Il est numérisé, cote R.6314 Rés. : fr-dl-x8ce. Il y a également une lettre de Jean-Gabriel Peltier.

## Sources
- « Jacques-Fortunat Savoye-Rollin », dans Adolphe Robert et Gaston Cougny, Dictionnaire des parlementaires français, Edgar Bourloton, 1889-1891 [détail de l’édition]